# Cleantes de Assos
Cleantes de Assos (Assos, Ásia Menor, ca. 330 a.C. — ca. 230 a.C.), em grego: Κλέανθης, Kléanthēs,  foi um filósofo estoico, discípulo e continuador de Zenão de Cítio como segundo escolarca (líder da academia) da escola estoica de Atenas. Tendo iniciado o estudo da filosofia aos 50 anos de idade, depois de ter sido atleta e apesar de viver na pobreza, seguiu as lições de Zenão de Cítio e após a morte deste, cerca do ano 262 a.C., assumiu a liderança da escola, cargo que manteria por 32 anos, preservando e aprofundando as doutrinas do seu mestre e antecessor. Desenvolveu novas ideias no campo da física estoica e desenvolveu o estoicismo de acordo com os princípios do materialismo e do panteísmo. Entre os fragmentos existentes dos seus escritos, o mais significativo é um Hino a Zeus. Foi seu pupilo e sucessor Crisipo de Solis, que se revelaria um dos mais importantes pensadores estoicos.

## Biografia
Cleanto nasceu em Assos, uma cidade mercantil da península da Tróade, por volta do ano 330 a.C.. Ainda de acordo com Diógenes Laércio, Cleanto seria filho de Phanias, e na sua juventude fora boxer.  Teria chegado a Atenas com apenas quatro dracmas em sua posse, mas ainda assim resolveu, aos 50 anos de idade, aprender filosofia, ouvindo primeiro as lições de Crates, o Cínico, optando depois pelas lições de Zenão de Cítio, o Estoico.
Para se manter em Atenas tinha de trabalhar durante a noite, carregando água para um horticultor (daí a alcunha de em grego:  Φρεάντλης (Preantles ou o Carregador da Água do Poço) pela qual era conhecido). Como passava todo o dia a estudar e a debater filosofia, não se lhe conhecendo fortuna, foi intimado a comparecer perante o Areópago para justificar a origem dos seus meios de subsistência: apresentou então o testemunho do seu empregador e de uma mulher para a qual carregava farinha, ficando os juízes de tal forma convencidos da sua honestidade que lhe votaram um subsídio de 10 minae, que Zenão não permitiu que aceitasse. A sua paciência e capacidade de aceitar as dificuldades, ou talvez a sua lentidão e teimosia, levaram a que os colegas estudantes o apelidassem de "o Burro", o que aceitou com bonomia, já que tal tinha implícito "que o seu lombo era suficientemente robusto para aceitar tudo o que Zenão sobre ele quisesse lançar.
Tal era a estima em que era tido, que em 262 a.C., quando Zenão faleceu, foi escolhido para liderar a escola, passando a ocupar o lugar do seu mestre. Apesar disso, continuou a a ganhar a vida com o trabalho das suas mãos, aliando o trabalho manual ao labor intelectual. Entre os seus alunos estava o seu sucessor, o filósofo Crisipo, e o futuro rei Antígono Gónatas, de quem aceitou uma oferta de 3 000 minas na sua velhice. Terá falecido com 99 anos de idade, c. 230 a.C.. A causa do falecimento terá sido uma úlcera péptica que o obrigou a jejuar durante vários dias: quando os médicos lhe disseram que podia voltar a comer, ele decidiu continuar a abstinência, afirmando que na sua idade, tendo já feito metade do caminho para a morte, não lhe interessava repetir os passos dados. Faleceu poucos dias depois.
Simplício, escrevendo no século VI, menciona que uma estátua de Cleanto, erigida pelo Senado de Roma, ainda estava visível em Assos.

### Pensamento
Cleanto foi uma importante figura no desenvolvimento da filosófico do estoicismo, deixando uma importante marca pessoal nas especulações da escola em matéria de física, dando coerência à física estoica, e introduzindo o materialismo no pensamento estoico, o que contribui para a unidade do sistema de pensamento daquela escola filosófica. Escreveu cerca de meia centena de obras, das quais apenas sobreviveram alguns fragmentos e citações por outros autores, tais como Diógenes Laércio, Estobeu, Cícero, Séneca e Plutarco.